# Amalomastax moralesi
Amalomastax moralesi är en insektsart som beskrevs av Marius Descamps 1971. Amalomastax moralesi ingår i släktet Amalomastax och familjen Euschmidtiidae. Inga underarter finns listade i Catalogue of Life.